# 우스다정
우스다정(臼田町)은 나가노현 동부에 위치했던 정이다. 사쿠헤이에 위치해 있으며 일본 우주항공연구개발기구의 우스다 우주 공간 관측소가 설치되어 있기 때문에 마을에서는 별의 마을로서 관광 PR을 하고 있었다.

## 지리
통상 산간부에서는 현경과 분수령은 일치하나 우스전 마을은 예외였고, 타구치 고개를 넘은 토네가와 유역의 일부도 우스전 마을로 되어 있었다.

## 역사
- 1889년 4월 1일 - 정촌제 시행과 함께 우스다촌이 성립하였다.
- 1893년 6월 30일 - 정으로 승격해 우스다정이 되었다.
- 1955년 8월 1일 - 기리하라촌과 합병해 새로운 우스다정이 되었다.
- 2005년 4월 1일 - 아사시나촌, 모치즈키정과 합병해 사쿠시가 성립하였다. 동일 우스다정은 폐지되었다.

## 교통

### 철도
- 동일본 여객철도
  - 고우미 선

### 도로
- 국도 141호선